# Dan Lilker
Dan Lilker, egentligen Daniel A. Lilker, född 18 oktober 1964 i Bayside, New York, är en musiker från USA, mest känd som basgitarrist, men också gitarrist, pianist, trummis och sångare. Han är basgitarrist i thrash metal-bandet Nuclear Assault och var grundare av bandet Anthrax tillsammans med Scott Ian (Lilker spelade då sologitarr) och spelade också in basgitarr och skrev med på låtarna till bandets första album, Fistful of Metal. Han grundade också crossoverbandet Stormtroopers of Death med Scott Ian, Charlie Benante (från Anthrax) och Billy Milano. Dan Lilker spelar också basgitarr med Blurring, Evil Wrath, Nokturnal Hellstorm, NunFuckRitual, Stormtroopers of Beer, United Forces och Venomous Concept. Tidigare har Lilker också spelat med bland annat Brutal Truth, Exit-13, Hemlock, Malformed Earthborn, Holy Moses, Overlord Exterminator, The Ravenous, Crucifist, Extra Hot Sauce och Sick of It All.
En biografi om Dan Lilker skriven av Dave Hofer publicerades 2014 av Handshake Inc. Den heter "Perpetual Conversion: 30 Years and Counting In the Life of Metal Veteran Dan Lilker".

## Diskografi (urval)
Med Extra Hot Sauce
- 1988 – Taco of Death

Med Nuclear Assault
- 1986 – Brain Death (EP)
- 1986 – Game Over
- 1987 – The Plague (EP)
- 1988 – Fight To Be Free (EP)
- 1988 – Good Times, Bad Times (EP)
- 1988 – Survive
- 1989 – Handle with Care
- 1991 – Out of Order
- 1991 – Radiation Sickness
- 2003 – Alive Again
- 2005 – Third World Genocide

Med Brutal Truth

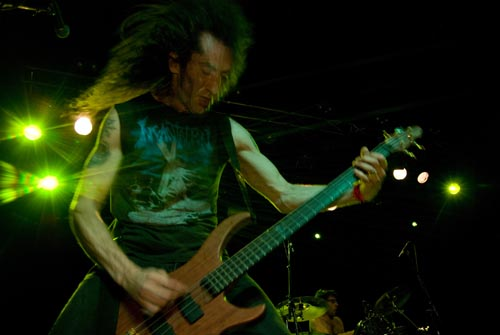
Dan Lilker, 2007

- 1992 – Extreme Conditions Demand Extreme Responses
- 1994 – Need to Control
- 1996 – Kill Trend Suicide (EP)
- 1997 – Sounds of the Animal Kingdom
- 2000 – For Drug Crazed Grindfreaks Only!
- 2009 – Evolution Through Revolution
- 2011 – End Time

Med Anthrax
- 1984 – Fistful of Metal

Med Stormtroopers of Death
- 1985 – Speak English or Die
- 1999 – Bigger Than The Devil
- 2007 – Rise of the Infidels

Med The Ravenous
- 2000 – Assembled in Blasphemy
- 2002 – Three on a Meathook (EP)
- 2004 – Blood Delirium

Med Venomous Concept
- 2008 – Poisoned Apple